# Sherman's March
Sherman's March é um filme documental realizado por Ross McElwee em 1986.
Foi premiado inúmeras vezes, inclusivamente com o prémio de Melhor Documentário no Festival Sundance de Cinema.
Foi citado pelo National Board of Film Critics dos Estados Unidos da América como um dos cinco melhores filmes de 1986.